# Muchlisa Bubi
Muchlisa Gabdelgalljamovna Nigmatullina, känd som Muchlisa Bubi (basjkiriska: Мөхлисә Буби, tatariska: Мөхлисә Бубый, ryska: Мухлиса Габдельгаллямовна Нигматуллина-Буби), född 6 mars 1869 i Kazan, död 23 december 1937 i Ufa, var en Jadid-lärare och den första och enda kvinna som utsetts till en muslimsk sharia-domare, qadi (11 maj 1917). 1897 startade hon tillsammans med sina bröder en skola för enbart flickor i byn Ij-Bubi i Tatarstan. Hon fängslades av NKVD som kontrarevolutionär den 19-20 november 1930, dömdes för kontrarevolutionär verksamhet den 30 november 1937 och avrättades genom arkebusering den 23 december samma år.
Hon frikändes postumt av Högsta Domstolen i Basjkiriska ASSR den 23 maj 1960 på grund av bristande bevisning. På 145-årsdagen av hennes födelse, den 6 mars 2014, uppfördes ett skådespel till hennes ära i Kazan.